# دامن تختخواب

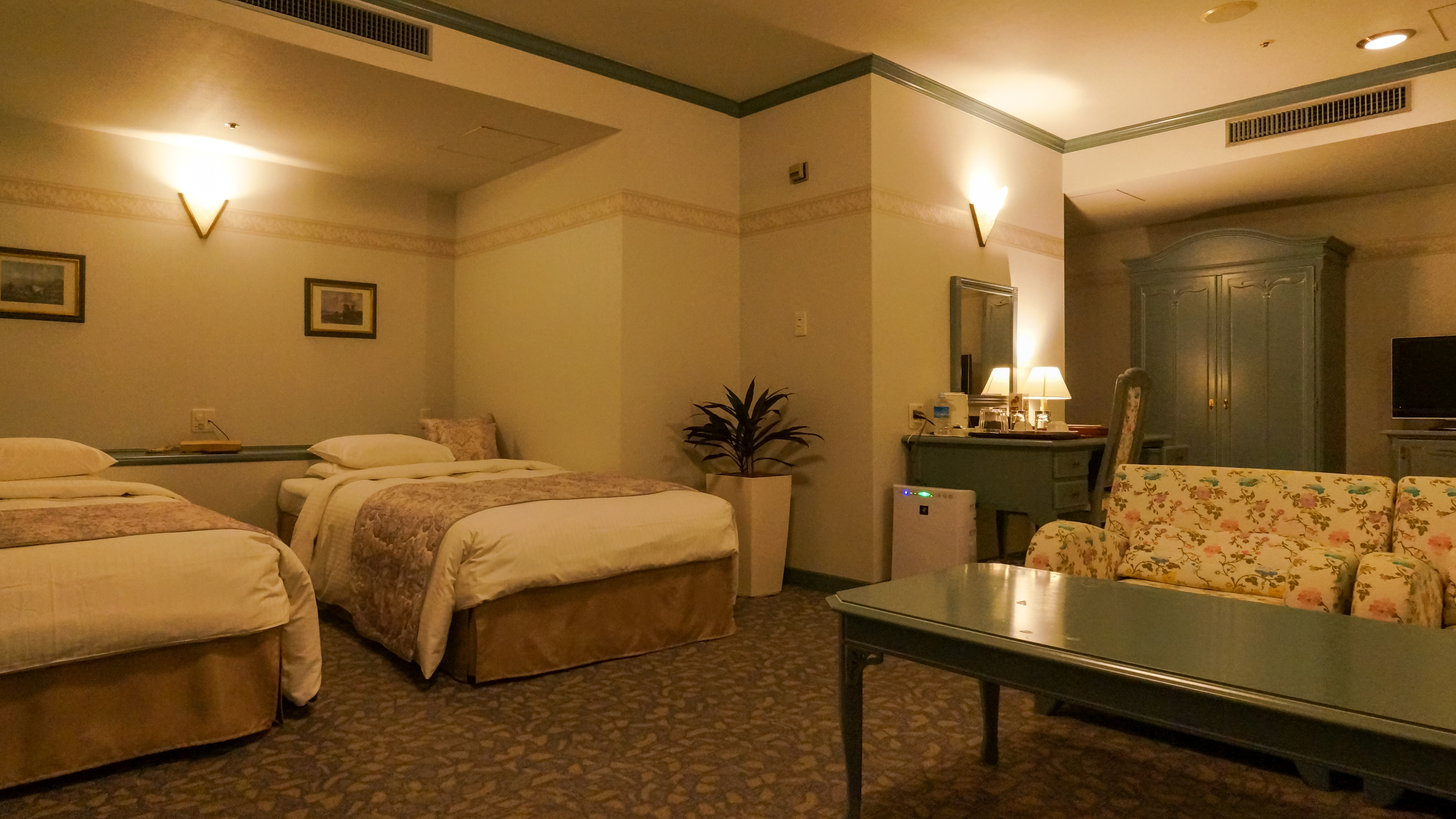
دو تخت با دامن تخت قهوه ای.

دامن تختخواب (به انگلیسی: bed skirt, valance) یک تکه پارچه تزئینی است که از یک تختخواب بین تشک و فنر تختخواب قرار می گیرد. . هدف از دامن تختخواب این است که ظاهری شیک به تخت بدهد بدون اینکه کناره های فنر تختخواب یا هر فضایی در زیر تخت که ممکن است برای ذخیره کردن وسایل از آن استفاده شود، ظاهر می شود.

## استفاده تاریخی
از لحاظ تاریخی، دامن‌ تختخواب برای جلوگیری ازجریان هوای سر استفاده می‌شد که می‌توانست سطح زیرین تخت‌ها را خنک کند و همچنین از تجمع گرد و غبار در زیر تختخواب جلوگیری کند.